# Магнитогорск
Магнитогорск (рус. Магнитогорск) град је у Русији у Чељабинској области. Смештен је на јужном Уралу на обе обале истоимене реке. Према попису становништва из 2010. у граду је живело 408.401 становника.
Изградња града почела је 1929. године. Град је настао због великих налазишта руде гвожђа. Стаљин је предвидео да Магнитогорск са својом снажном индустријом челика задовољи све совјетске потребе за овим материјалом. Зато се често звао Стаљиновим Питсббургом. 1929. године град је бројао свега неколико стотина радника, да би већ 1932. године имао преко 250.000 становника. Средином 20. века на врхунцу бројао је 500.000 становника.
Магнитогорск је имао великог значаја у Другом светском рату јер је снабдевао совјетску војску потребном количином челика. Данас је руда гвожђа у околини града углавном исцрпљена, па је Магнитогорск смањио знатно своју производњу челика.

## Географија
Град се налази у подножју Магнетске планине, на источној падини јужног Урала, на обје обале ријеке Урала (десна обала је у Европи, лева у Азији).
Магнитогорск је удаљен од Чељабинска железницом 420 km, ауто-путем 308 km. Удаљеност од Москве — је 1916 km железницом, 2200 km — по ауто-путу М5 и око 1.700 km по ауто-путу М7.
Подручје града заузима 392,35 km², протеже се са севера на југ — 27 km, с истока на запад — 22 km, надморска висина је — 310 m.
Западна граница територије Магнитогорска је административна граница између Чељабинске области и Башкортостана.

## Становништво
Према прелиминарним подацима са пописа, у граду је 2010. живело 408.401 становника, 10.144 (2,42%) мање него 2002.
| 1939.   | 1959.   | 1970.   | 1979.   | 1989.   | 2002.   | 2010.   |
| ------- | ------- | ------- | ------- | ------- | ------- | ------- |
| 145.948 | 311.101 | 364.209 | 406.074 | 440.321 | 418.545 | 407.775 |

## Партнерски градови
- Бранденбург на Хафелу